# アバノのピエトロ
アバノのピエトロ（伊: Pietro d'Abano）、別名「アポノのペトルス」（Petrus De Apono）または「アポネンシス」（1257年頃―1315年頃）は、中世イタリアの哲学者、占星術師、パドヴァ大学の医学教授である。その名の由来となったイタリアの町、現在のアーバノ・テルメで生まれた。Conciliator Differentiarum, quæ inter Philosophos et Medicos Versantur を執筆したことで名声を得た。最期には異端と無神論の罪に問われて異端審問に出廷し、結審前に獄死した。

## 生涯
パリで長く学び、そこで哲学と医学の博士号を得た。ピエトロの医業に大いに成功をおさめ、その謝礼はかなりの高額であった。ピエトロはパリで「大ロンバルド」と呼ばれるようになったが、やがてパドヴァに居を移し、そこでも内科医として評判を得た。だがのちに占星術師でもあったピエトロは、魔術実践の廉で告発された。具体的な告訴内容は、自身の支払った金銭を悪魔の助力によってすべて取り戻したとか、賢者の石を秘かに所有している、というものであった。

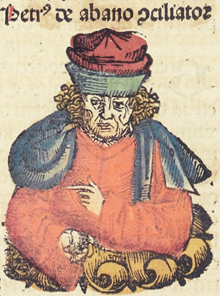
「調停者アバノのペトルス」の典型的な肖像、ニュルンベルク年代記（1493年）の木版画

ピエトロは独自の研究に没頭し、深遠なる知られざる自然についての秘密の学問に深く分け入り、やがて十二分な証拠を得ると、人相学、地占術、手相術に関する著書の執筆を経て、哲学と自然学と占星術の研究へと傾倒した。前二者は言うまでもないが、占星術の研究も彼にとって非常に有益なものであるとわかり、これによって彼は当代の歴代教皇たちに紹介され、学識者たちからの高評を得た。パドヴァの宮殿の大広間に画かれた天文学者たちの肖像のひとつとなったこと、最も学識高いラビ、アブラハム・イブン・エズラの著作の翻訳を物したこと、さらには天文学の改良、占星術師としてピエトロを賞賛した著名な数学者レギオモンタヌスの証言、ピエトロがアルフラガヌスの書を解説した折にパドヴァで公開で行った講演、などといった事例に示されるように、ピエトロが多くの学識者のなかでも名士たるにふさわしい人物であったことは確かである。

## 著作

Conciliator differentiarum philosophorum et precipue medicorum

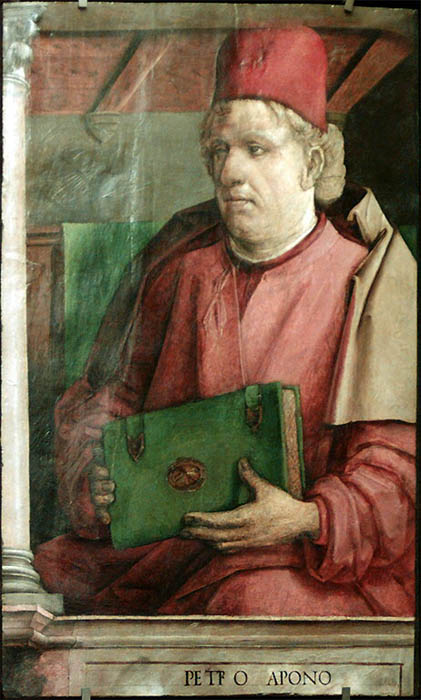
ヨース・ファン・ワッセンホフによる肖像画

ピエトロは著書の中でアヴェロエスや他のアラビア人著述家の医学・哲学体系を詳説し、その学説を支持した。彼のもっともよく知られた著書は Conciliator differentiarum quae inter philosophos et medicos versantur (Mantua, 1472; Venice, 1476) と、1593年にリヨンで仏訳が出版された De venenis eorumque remediis (1472) である。前者はアラビア医学とギリシアの自然哲学とを一致させようとする試みであった。これは16世紀になってようやく権威あるものとされるようになった。
アバノのピエトロは『ヘプタメロン』というグリモワールの著者ともされてきた。これは週の七日（七＝ヘプタ、日＝エメロンのゆえにヘプタメロンと名づく）のおのおのに対応する天使を呼び出す儀式魔術の小冊である。実際には、この魔術書はせいぜい16世紀中葉に遡るものとみられ、アバノのピエトロと何らかの関係があるという証拠はない。これを「ナヴァルのマルグリット」の『エプタメロン』と混同してはならない。

## 異端審問
ピエトロは異端審問所によって2度裁判にかけられた。最初の審問では無罪とされたが、2度目の裁判が結審する直前に獄死した。それでも結局有罪に決せられ、遺体を墓から掘り起こして火刑に処するようにとの判決が下された。が、一人の友人が密かに彼の遺体を運び出したために、異端審問所はその条文を公告して、アバノのピエトロの身代わりの人形を火あぶりにすることで甘んじるしかなかった。
17世紀フランスの司書・著述家ガブリエル・ノーデ（Gabriel Naudé）は次のように述べている。

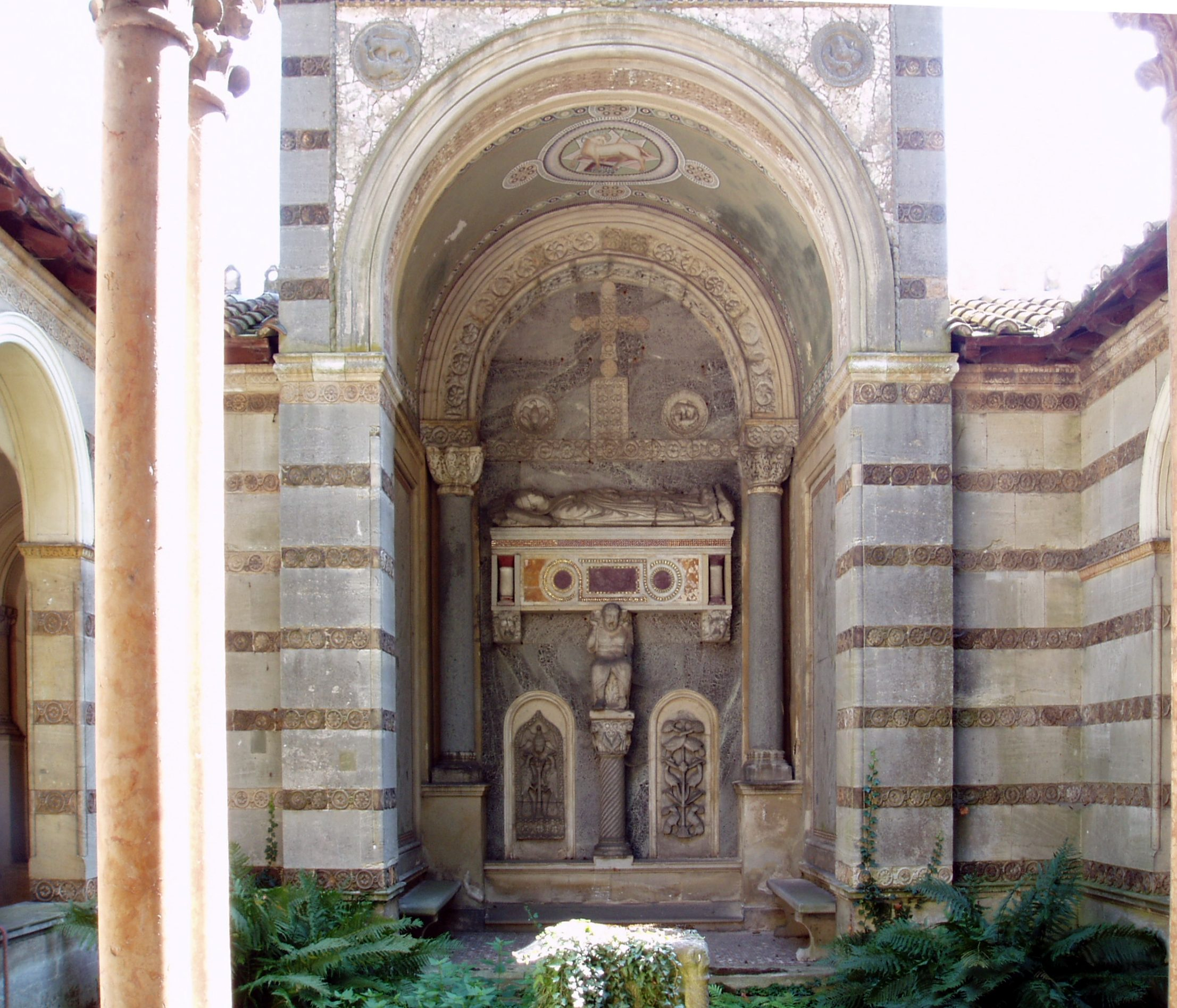
アバノのピエトロの石棺のあるアプス

“ほぼすべての著述家たちの一般的な意見では、彼は当時最大の魔術師であり、水晶に閉じ込めておいた七つの精霊、使い魔を用いて、七つの自由学芸の知識を獲得し、また金銭をもたらす術を身につけ、それを用いて金銭がポケットに再び戻ってくるようにした。彼は1280年に魔術を行ったことで告発され、裁判が終わる前の1305年〔ママ〕に死亡し、（カステランの報ずるごとく）火炙りを宣告され、彼の身柄の代わりに藁か柳の束がパドヴァで公開火刑に処された。このような厳しい見せしめにより、また同様の刑罰を蒙る恐れから、人々はアバノのピエトロがこの主題について書いた三つの本を読むことを禁じたのかもしれない。その三冊のひとつは『ヘプタメロン』または『哲学者アバノのピエトロの魔術の諸要素』と記され（これは現存しており、アグリッパの遺作集の末尾に収録された）、ひとつはトリテミウスが Elucidarium Necromanticum Petri de Abano と呼び、いまひとつは同じトリテミウスが Liber experimentorum mirabilium de Annulis secundem, 28 Mansiom Lunæ と呼んでいる。”

近代イギリスのオカルティスト、フランシス・バーレット（p. 157）は、異端審問所がピエトロに死を宣告したのは魔術のためではなかったという次のような見解を引き合いに出している。すなわちアバノのピエトロは、自然における不思議な現象は、天使や鬼神に起因するのではなく天体の影響によるものである、ということを説明しようと試みているため、魔術ではなく、霊的存在の教義に反するという形での異端によってピエトロは迫害されたように思われる、というのである。
ピエトロの体は友人らによって密かに墓から持ち出され、火刑を宣告しようとした審問官たちの警戒を逃れた。遺体は転々とし、最後には墓碑銘やほかに何らの名誉の標もないまま、聖アウグスティノ教会に落ち着いた。ピエトロを告発した者たちの彼に対する意見は一貫性がなかった。彼らはアバノのピエトロを魔術師であるとして難じたが、精霊たちの存在は否定した。アバノのピエトロは1315年頃に58歳で生涯を終えた。

## 註
1. ↑  ピエトロの誕生は1246年とも1250年ともいわれている。
2. ↑   Premuda, Loris. "Abano, Pietro D'." in Dictionary of Scientific Biography. (1970). New York: Charles Scribner's Sons. Vol. 1: p.4-5.
3. ↑  Kibre, Pearl & Siraisi, Nancy G. (1978) Science in The Middle Ages, ed. David Lindberg, Chicago, IL: University of Chicago Press. p. 135.
4. ↑  Astrolabium planum in tabulis ascendens という重要なテキストはピエトロに帰せられている。
5. ↑  The Columbia Encyclopedia, 6th ed.
6. ↑  Davies, Owen (2009). Grimoires - A History of Magic Books. Oxford University Press. ISBN 9780199204519